# Gian Piero Brunetta
Gian Piero Brunetta (Cesena, 20 maggio 1942) è un critico cinematografico e storico del cinema italiano.
Ordinario di Storia e critica del cinema presso l'Università degli Studi di Padova, è conosciuto per essere l'autore di un'importante opera in quattro volumi dedicata alla storia del cinema italiano pubblicata con Editori Riuniti.

## Biografia
Nato per caso a Cesena, da padre veneziano e madre piemontese, si laurea all'Università degli Studi di Padova nel 1966 con una tesi sulla formazione della teoria e critica cinematografica in Italia negli anni Trenta e la genesi dell'idea di neorealismo. La sua formazione è guidata da maestri come Gianfranco Folena e Sergio Bettini: di qui i suoi interessi di tipo semiotico e linguistico con quelli narratologici e di storia dell'arte contemporanea.
Dalla seconda metà degli anni Settanta il suo lavoro assume una dimensione storica.
Ha diretto varie collane cinematografiche e ha collaborato con il quotidiano La Repubblica e con numerose riviste letterarie e cinematografiche italiane e straniere.
Ha collaborato con il regista Gianfranco Mingozzi per i programmi televisivi L'ultima diva: Francesca Bertini (1982) e Storie di cinema e di emigranti (1988), ed è stato consulente per il film Splendor (1988) di Ettore Scola.
Ha curato grandi mostre sull'arte italiana (Dipingere con la luce per la mostra di Palazzo Grassi; L'arte italiana, 1900-1945, nel 1989), nonché gli undici video per la mostra La città del cinema di Cinecittà (1995).
Ha ideato e curato la trasmissione radiofonica Radiocelluloide e la mostra La guerra lontana (Museo della guerra, Rovereto, 1985).
Nel 1995 è stato nominato commendatore della Repubblica Italiana.
Dal 2000 è socio dell’Istituto veneto di scienze, lettere ed arti e dal 2001 dell'Accademia delle scienze di Torino.
Il 16 novembre 2017 ha ricevuto il premio "Antonio Feltrinelli" dall'Accademia dei Lincei.

## Opere
Monografie
- 1969 Umberto Barbaro e l’idea di Neorealismo (1930-1943), Liviana.
- 1970 Accostamento al cinema. I segni cinematografici: proposta di analisi linguistico-strutturale, Sagittaria.
- 1970 Forma e parola nel cinema. Il film muto. Pasolini. Antonioni, Liviana.
- 1971 Hitchcock o L’universo della relatività, Deltatre.
- 1973 Intellettuali cinema e propaganda tra le due guerre. I pionieri, Canudo, Luciani, Pirandello, Barbaro, Chiarini, il film fascista, Patron.
- 1974 Nascita del racconto cinematografico. Griffith 1908-1912, Patron.
- 1975 Cinema italiano tra le due guerre. Fascismo e politica cinematografica, Mursia.
- 1976 Letteratura e cinema, Zanichelli.
- 1977 Bolognini, Ministero degli Affari Esteri.
- 1978 Parabola del mito americano. Hollywood 1930-1960, Consorzio provinciale di pubblica lettura di Bologna.
- 1979 Storia del cinema italiano 1895-1945, Editori Riuniti (I edizione).
- 1980 Roberto Rossellini, Ministero degli Affari Esteri.
- 1981 Cinema perduto. Appunti di viaggio tra film e storia, Feltrinelli.
- 1982 Storia del cinema italiano. Dal 1945 agli anni ottanta, Editori Riuniti (I edizione).
- 1985 La guerra lontana. La prima guerra mondiale e il cinema tra i tabù del presente e la creazione del passato, Bruno Zaffoni Editore.
- 1989 Buio in sala. Cent’anni di passioni dello spettatore cinematografico, Marsilio (I edizione), ISBN 978-8831766227
- 1991 Cent’anni di cinema italiano, Laterza, ISBN 978-8842038511
- 1993 Storia del cinema italiano. Il cinema muto 1895-1929, vol. I, Editori Riuniti (I edizione), ISBN 978-8835945420
- 1993 Storia del cinema italiano. Il cinema di regime 1929-1945, vol. II, Editori Riuniti (I edizione), ISBN 978-8835945437
- 1993 Storia del cinema italiano. Dal neorealismo al miracolo economico 1945-1959, vol. III, Editori Riuniti (I edizione), ISBN 978-8835945444
- 1993 Storia del cinema italiano. Dal miracolo economico agli anni novanta 1960-1993, vol. IV, Editori Riuniti (I edizione), ISBN 978-8835945451
- 1994 Spari nel buio. La letteratura contro il cinema italiano: settant’anni di stroncature memorabili, Marsilio, ISBN 978-8831759830
- 1995 Il cinema di Hitchcock, Marsilio, ISBN 978-8831761895
- 1997 Il viaggio dell’icononauta. Dalla camera oscura di Leonardo alla luce dei Lumière, Marsilio (I edizione), ISBN 978-8831766999
- 2000 Identikit del cinema italiano oggi: 453 storie, Marsilio, ISBN 978-8831775465
- 2001 Avventure nei mari del cinema, Bulzoni, ISBN 978-8883195624
- 2002 Il colore dei sogni. Iconografia e memoria nel manifesto cinematografico italiano,Testo & Immagine, ISBN 978-8883820588
- 2003 Guida alla storia del cinema italiano. 1905-2003, Einaudi, ISBN 978-8806164850
- 2004 Gli intellettuali italiani e il cinema, Bruno Mondadori, ISBN 978-8842490395
- 2007 Il cinema italiano contemporaneo. Da «La dolce vita» a «Centochiodi», Laterza, ISBN 978-8858114797
- 2008 Il cinema muto italiano. Da «La presa di Roma» a «Sole» 1905-1929, Laterza, ISBN 978-8842087175
- 2009 Il cinema italiano di regime. Da «La canzone dell’amore» a «Ossessione» 1929-1945, Laterza, ISBN 978-8858113837
- 2009 Il cinema neorealista italiano. Da «Roma città aperta» a «I soliti ignoti», Laterza, ISBN 978-8858113387
- 2009 Il cinema neorealista italiano. Storia economica, politica e culturale, Laterza, ISBN  978-8842089452
- 2013 Il ruggito del Leone. Hollywood alla conquista dell’impero dei sogni nell’Italia di Mussolini, Marsilio, ISBN 978-8831715287
- 2015 L'isola che non c'è. Viaggi nel cinema italiano che non vedremo mai, Cineteca di Bologna, ISBN 978-8899196011
- 2017 Attrazione fatale. Letterati italiani e letteratura dalla pagina allo schermo. Una storia culturale, Mimesis, ISBN 9788857542638
- 2019 L’Italia sullo schermo. Come il cinema ha raccontato l'identità nazionale, Carocci, 2020, ISBN 978-8843098910
- 2020 Il cinema che ho visto. Frammenti di un'autobiografia, Carocci, 2021, ISBN 978-8829004249
- 2020 Le muse al cinema. Memoria, Mito, Metamorfosi, Algra, 2020, ISBN 978-8893413718
- 2022 La Mostra d’arte cinematografica di Venezia. 1932-2022 [edizione italiana], La Biennale/Marsilio, 2022, ISBN 9788829715046
- 2022 The Venice International Film Festival. 1932-2022 [international edition], La Biennale/Marsilio, 2022, ISBN 9788898727735

Curatele
- 1967 Carlo Goldoni, La Locandiera, Radar.
- 1968 Cultura e tecnica. Antologia italiana per il biennio degli Istituti Tecnici, Radar.
- 1976 Umberto Barbaro, Neorealismo e realismo. Letteratura e arti figurative, vol. I, Editori Riuniti.
- 1976 Umberto Barbaro, Neorealismo e realismo. Cinema e teatro, vol. II, Editori Riuniti.
- 1983 Lotte Eisner, Lo Schermo demoniaco, Editori Riuniti.
- 1984 Stanley Kubrick, tempo, spazio, storia e mondi possibili, Pratiche.
- 1986 Paolo e Vittorio Taviani, Etr.
- 1987 Akira Kurosawa, Le radici e i ponti, Etr.
- 1987 Cinema & Film, voll. I-II (con Davide Turconi), III, Curcio.
- 1990 La città che sale. Cinema, avanguardie, immaginario urbano (con Antonio Costa), Manfrini, ISBN 8870244148
- 1991 Hollywood in Europa (con David Ellwood), La casa Usher.
- 1991 L’ora d’Africa del cinema italiano (con Jean A. Gili), Materiali di lavoro.
- 1992 L’Italia al cinema (con Livio Fantina), Venezia.
- 1995 La città del cinema, I primi cent’anni del cinema italiano, Ente Cinema, Cinecittà, Istituto Luce, Skira, ISBN 978-8881180691
- 1995 Mystfest XVI. Festival Internazionale del Giallo e del Mistero. Catalogo generale (con Piero Tortolina), Edizioni Centro Culturale Polivalente.
- 1996 Cinetesori della Biennale, Marsilio, ISBN 978-8831764490
- 1996 Identità italiana e identità europea nel cinema italiano dal 1945 al miracolo economico, Edizioni della Fondazione Giovanni Agnelli, ISBN 8878601225
- 1999 Stanley Kubrick, Marsilio, ISBN 978-8831771801
- 1999 Storia del cinema mondiale. L’Europa. Miti, luoghi, divi, vol. I, Einaudi, ISBN 978-8806143466
- 1999 Storia del cinema mondiale. Gli Stati Uniti, vol. II, tomo I, Einaudi, ISBN 978-8806145293
- 2000 Storia del cinema mondiale. Gli Stati Uniti, vol. II, tomo II, Einaudi, ISBN 978-8806145316
- 2000 Storia del cinema mondiale. L’Europa. Le cinematografie nazionali, vol. III, tomo I, Einaudi, ISBN 978-8806145286
- 2000 Storia del cinema mondiale. L’Europa. Le cinematografie nazionali, vol. III, tomo II, Einaudi, ISBN 978-8806145286
- 2001 Storia del cinema mondiale. Americhe, Africa, Asia, Oceania. Le cinematografie nazionali, vol. IV, Einaudi, ISBN 978-8806145309
- 2001 Storia del cinema mondiale. Teorie, strumenti, memorie, vol. V, Einaudi, ISBN 978-8806153885
- 2004 L’immagine di Venezia nel cinema del Novecento (con Alessandro Faccioli), Istituto Veneto di Scienze, Lettere ed Arti, ISBN 978-8888143248
- 2005 Storia del cinema mondiale. Dizionario dei registi del cinema mondiale A-F, vol. I, Einaudi, ISBN 978-8806165147
- 2005 Storia del cinema mondiale. Dizionario dei registi del cinema mondiale G-O, vol. II, Einaudi, ISBN 978-8806165154
- 2006 Storia del cinema mondiale. Dizionario dei registri del cinema mondiale P-Z, vol. III, Einaudi, ISBN  978-8806178628
- 2007 La bottega veneziana. Per una storia del cinema e dell’immaginario cinematografico, Istituto Veneto di Scienze, Lettere ed Arti, ISBN 978-8888143859
- 2010 La via mélièsiana. Viaggio nella storia del cinema in quattordici tappe (con Pellegrino Favuzzi), Esedra, ISBN  9788860580375
- 2010 Luci sulla città. Venezia e il cinema (con Alessandro Faccioli), Marsilio, ISBN 9788831706636
- 2011 Antonello Gerbi. Preferisco Charlot. Scritti sul cinema. 1926-1933 (con Sandro Gerbi), Aragno, ISBN 978-8884195081
- 2011 Metamorfosi del mito classico nel cinema, Il Mulino, ISBN 978-8815146984